# Пральня (фільм)
Пральня (англ. The Laundry) — американська короткометражна кінокомедія режисера Чарльза Райснера 1920 року.

## У ролях
- Ерл Монтгомері
- Бейб Лондон